# 東本願寺 (上海)
東本願寺是一棟已經被拆除的建築，位於上海市武昌路和乍浦路路口。
東本願寺是日本淨土宗寺院，自1870年代開始在上海展開傳教活動。1876年，東本願寺在北京路修建別院。1883年搬遷至武昌路和乍浦路路口，並在1908年3月建設新的寺院建築。1990年代，東本願寺被拆除。